# Jörg Neun
Jörg Neun (født 7. maj 1966 i Ortenberg, Vesttyskland) er en tysk tidligere fodboldspiller (midtbane/forsvarer).
Neun spillede størstedelen af sin karriere hos Borussia Mönchengladbach, som han repræsenterede fra 1987 til 1997. Her var han med til at vinde DFB-Pokalen i 1995 efter finalesejr over VfL Wolfsburg. Han spillede også for blandt andet Waldhof Mannheim og MSV Duisburg.
Neun nåede aldrig at spille for det vesttyske A-landshold, men spillede i årene 1985-1987 13 kampe for landets U/21-landshold.

## Titler
DFB-Pokal
- 1995 med Borussia Mönchengladbach